# ISO 3166-2:NL
ISO 3166-2:NL is een ISO-standaard met betrekking tot de zogenaamde geocodes. Het is een subset van de ISO 3166-2 tabel, die specifiek betrekking heeft op het Koninkrijk der Nederlanden. 
De gegevens werden tot 13 december 2011 geüpdatet op het ISO Online Browsing Platform (OBP). Hier worden 12 provincies - province (en) / province (fr) / provincie (nl) – , 3 landen - pais (pap) / country (en) / land (nl) – en 3 bijzondere gemeenten - municipio spesial (pap) / special municipality (en) / bijzondere gemeente (nl) - gedefinieerd.
Volgens de eerste verzameling, ISO 3166-1, staat NL voor Nederland; het tweede gedeelte is een tweeletterige code (provincies of landen) of twee letters en een cijfer (bijzondere gemeenten). 

## Codes
| Code          | Naam           | Categorie           |
| Nederland     | Nederland      | Nederland           |
| ------------- | -------------- | ------------------- |
| NL-DR         | Drenthe        | provincie           |
| NL-FL         | Flevoland      | provincie           |
| NL-FR         | Friesland      | provincie           |
| NL-GE         | Gelderland     | provincie           |
| NL-GR         | Groningen      | provincie           |
| NL-LI         | Limburg        | provincie           |
| NL-NB         | Noord-Brabant  | provincie           |
| NL-NH         | Noord-Holland  | provincie           |
| NL-OV         | Overijssel     | provincie           |
| NL-UT         | Utrecht        | provincie           |
| NL-ZE         | Zeeland        | provincie           |
| NL-ZH         | Zuid-Holland   | provincie           |
| NL-BQ1        | Bonaire        | bijzondere gemeente |
| NL-BQ2        | Saba           | bijzondere gemeente |
| NL-BQ3        | Sint Eustatius | bijzondere gemeente |
| Andere landen |                |                     |
| NL-AW         | Aruba          | land                |
| NL-CW         | Curaçao        | land                |
| NL-SX         | Sint Maarten   | land                |